# Бернхард Ернст фон Бюлов
Бернхард фон Бюлов (на немски: Bernhard Ernst von Bülow, 2 август 1815 – 20 октомври 1879) е датчанин, германски дипломат, външен министър на Германската империя. В действителност обаче външната политика се води от Ото фон Бисмарк.
Като външен министър Бюлов подписва Берлинския договор.
Бернхард е баща на принц Бернхард Хайнрих Карл Мартин фон Бюлов, който също е политик и канцлер на Германия.
През 1879 г. иска да се оттегли, но получава инсулт.